# Pro Bowl 2010
Match précédent Match suivant
Le Pro Bowl 2010 est le Match des étoiles de football américain de la National Football League pour la saison 2009. 
Il se joue au Sun Life Stadium de Miami le 31 janvier 2010, stade occupé par la franchise NFL des Dolphins de Miami et où a lieu le Super Bowl XLIV.
Le match met en présence les meilleurs joueurs des deux conférences de la NFL, la National Football Conference et l'American Football Conference. 
La rencontre est remportée sur le score de 41 à 34 par l'équipe représentant la NFC,.
Le match est retransmis en télévision par ESPN.

## Équipe de l'AFC
C'est Norv Turner, entraîneur principal des Chargers de San Diego qui a été choisi pour diriger l'équipe de l'AFC.

### Attaque
| Position :       | Titulaire(s) :                                    | Réserve(s) :                                           | Remplaçant(s) :                                                             |
| ---------------- | ------------------------------------------------- | ------------------------------------------------------ | --------------------------------------------------------------------------- |
| Quarterback      | 18 Peyton Manning, Colts c                        | 17 Philip Rivers, Chargers b 12 Tom Brady, Patriots b  | 8 Matt Schaub, Texans a 10 Vince Young, Titans a 9 David Garrard, Jaguars a |
| Running back     | 28 Chris Johnson, Titans                          | 32 Maurice Jones-Drew, Jaguars 27 Ray Rice, Ravens     |                                                                             |
| Fullback         | 33 Le'Ron McClain, Ravens                         |                                                        |                                                                             |
| Wide receiver    | 80 Andre Johnson, Texans 87 Reggie Wayne, Colts c | 15 Brandon Marshall, Broncos 83 Wes Welker, Patriots b | 85 Chad Ochocinco, Bengals a 83 Vincent Jackson, Chargers a                 |
| Tight end        | 44 Dallas Clark, Colts c                          | 85 Antonio Gates, Chargers                             | 83 Heath Miller, Steelers a                                                 |
| Offensive tackle | 77 Jake Long, Dolphins b 78 Ryan Clady, Broncos   | 73 Joe Thomas, Browns                                  | 60 D'Brickashaw Ferguson, Jets a                                            |
| Offensive guard  | 70 Logan Mankins, Patriots 66 Alan Faneca, Jets   | 68 Kris Dielman, Chargers                              |                                                                             |
| Center           | 74 Nick Mangold, Jets                             | 63 Jeff Saturday, Colts c                              | 68 Kevin Mawae, Titans a                                                    |

### Défense
| Position :         | Titulaire(s) :                                         | Réserve(s) :               | Remplaçant(s) :                                                 |
| ------------------ | ------------------------------------------------------ | -------------------------- | --------------------------------------------------------------- |
| Defensive end      | 93 Dwight Freeney, Colts c 98 Robert Mathis, Colts c   | 90 Mario Williams, Texans  | 93 Kyle Vanden Bosch, Titans a 92 Shaun Ellis, Jets a           |
| Defensive tackle   | 92 Haloti Ngata, Ravens 75 Vince Wilfork, Patriots     | 98 Casey Hampton, Steelers |                                                                 |
| Outside linebacker | 92 Elvis Dumervil, Broncos 92 James Harrison, Steelers | 56 Brian Cushing, Texans b | 56 LaMarr Woodley, Steelers a                                   |
| Inside linebacker  | 52 Ray Lewis, Ravens                                   | 59 DeMeco Ryans, Texans    |                                                                 |
| Cornerback         | 24 Darrelle Revis, Jets 21 Nnamdi Asomugha, Raiders    | 24 Champ Bailey, Broncos   |                                                                 |
| Free safety        | 20 Ed Reed, Ravens b                                   | 31 Jairus Byrd, Bills b    | 31 Brandon Meriweather, Patriots a 41 Antoine Bethea, Colts a c |
| Strong safety      | 20 Brian Dawkins, Broncos                              |                            | 37 Yeremiah Bell, Dolphins a                                    |

### Équipes spéciales
| Position :          | Titulaire(s) :              | Réserve(s) : | Remplaçant(s) :             |
| ------------------- | --------------------------- | ------------ | --------------------------- |
| Punter              | 9 Shane Lechler, Raiders    |              |                             |
| Placekicker         | 10 Nate Kaeding, Chargers b |              | 5 Dan Carpenter, Dolphins a |
| Kick returner       | 16 Josh Cribbs, Browns      |              |                             |
| Special teamer (en) | 81 Kassim Osgood, Chargers  |              |                             |
| Long snapper        | 59 Jon Condo, Raiders       |              |                             |

## Équipe de la NFC
C'est Wade Phillips, entraîneur principal des Cowboys de Dallas qui a été choisi pour diriger l'équipe de l'NFC.

### Attaque
| Position :       | Titulaire(s) :                                           | Réserve(s) :                                             | Remplaçant(s) :                                           |
| ---------------- | -------------------------------------------------------- | -------------------------------------------------------- | --------------------------------------------------------- |
| Quarterback      | 9 Drew Brees, Saints c                                   | 4 Brett Favre, Vikings b 12 Aaron Rodgers, Packers       | 5 Donovan McNabb, Eagles a 9 Tony Romo, Cowboys a         |
| Running back     | 28 Adrian Peterson, Vikings                              | 39 Steven Jackson, Rams b 34 DeAngelo Williams, Panthers | 21 Frank Gore, 49ers a                                    |
| Fullback         | 43 Leonard Weaver, Eagles                                | 30 John Kuhn, Packers                                    |                                                           |
| Wide receiver    | 11 Larry Fitzgerald, Cardinals 10 DeSean Jackson, Eagles | 18 Sidney Rice, Vikings b 19 Miles Austin, Cowboys       | 12 Steve Smith, Giants a 84 Roddy White, Falcons a        |
| Tight end        | 85 Vernon Davis, 49ers                                   | 82 Jason Witten, Cowboys                                 |                                                           |
| Offensive tackle | 71 Jason Peters, Eagles 74 Bryant McKinnie, Vikings      | 78 Jon Stinchcomb, Saints c                              | 66 David Diehl, Giants a                                  |
| Offensive guard  | 76 Steve Hutchinson, Vikings 73 Jahri Evans, Saints c    | 70 Leonard Davis, Cowboys                                | 76 Chris Snee, Giants a                                   |
| Center           | 65 Andre Gurode, Cowboys b                               | 60 Shaun O'Hara, Giants                                  | 76 Jonathan Goodwin, Saints a c 67 Ryan Kalil, Panthers a |

### Défense
| Position :         | Titulaire(s) :                                             | Réserve(s) :                                | Remplaçant(s) :                                                                          |
| ------------------ | ---------------------------------------------------------- | ------------------------------------------- | ---------------------------------------------------------------------------------------- |
| Defensive end      | 69 Jared Allen, Vikings 90 Julius Peppers, Panthers        | 58 Trent Cole, Eagles                       |                                                                                          |
| Defensive tackle   | 93 Kevin Williams, Vikings b 90 Darnell Dockett, Cardinals | 90 Jay Ratliff, Cowboys                     | 94 Justin Smith, 49ers a                                                                 |
| Outside linebacker | 94 DeMarcus Ware, Cowboys 55 Lance Briggs, Bears b         | 98 Brian Orakpo, Redskins                   | 52 Clay Matthews III, Packers a                                                          |
| Inside linebacker  | 52 Patrick Willis, 49ers b                                 | 51 Jonathan Vilma, Saints c                 | 59 London Fletcher, Redskins a 52 Jon Beason, Panthers a                                 |
| Cornerback         | 21 Charles Woodson, Packers b 22 Asante Samuel, Eagles     | 29 Dominique Rodgers-Cromartie, Cardinals b | 26 Antoine Winfield, Vikings a b 41 Terence Newman, Cowboys a 21 Mike Jenkins, Cowboys a |
| Free safety        | 42 Darren Sharper, Saints c                                | 36 Nick Collins, Packers                    | 21 Antrel Rolle, Cardinals a                                                             |
| Strong safety      | 24 Adrian Wilson, Cardinals b                              |                                             | 41 Roman Harper, Saints a c 27 Quintin Mikell, Eagles a                                  |

### Équipes spéciales
| Position :          | Titulaire(s) :            | Réserve(s) : | Remplaçant(s) :                                     |
| ------------------- | ------------------------- | ------------ | --------------------------------------------------- |
| Punter              | 4 Andy Lee, 49ers         |              |                                                     |
| Placekicker         | 2 David Akers, Eagles     |              |                                                     |
| Kick returner       | 10 DeSean Jackson, Eagles |              | 12 Percy Harvin, Vikingsa b 13 Johnny Knox, Bears a |
| Special teamer (en) | 59 Heath Farwell, Vikings |              |                                                     |
| Long snapper        | 46 Jon Dorenbos, Eagles   |              |                                                     |

Notes :
Le joueur doit accepter l'invitation à être remplaçant pour apparaître dans les listes. Celui qui refuse l'invitation n'est pas considéré comme Pro Bowler.
a  Sélectionné comme remplaçant à la suite d'une blessure ou d'une place vacante.
b  Blessé/joueur suspendu - sélectionné mais n'a pas participé.
c  Sélectionné mais n'a pas joué car son équipe participait au Super Bowl XLIV.

## Nombre de sélection par franchise
| Équipe                             | Nb. |
| ---------------------------------- | --- |
| Colts d'Indianapolis               | 7   |
| Patriots de la Nouvelle-Angleterre | 6   |
| Chargers de San Diego              | 6   |
| Ravens de Baltimore                | 5   |
| Broncos de Denver                  | 5   |
| Texans de Houston                  | 5   |
| Jets de New York                   | 5   |
| Steelers de Pittsburgh             | 4   |
| Titans du Tennessee                | 4   |
| Dolphins de Miami                  | 3   |
| Raiders d'Oakland                  | 3   |
| Browns de Cleveland                | 2   |
| Jaguars de Jacksonville            | 2   |
| Bills de Buffalo                   | 1   |
| Bengals de Cincinnati              | 1   |
| Chiefs de Kansas City              | 0   |

| Équipe                        | Nb. |
| ----------------------------- | --- |
| Vikings du Minnesota          | 10  |
| Cowboys de Dallas             | 9   |
| Eagles de Philadelphie        | 9   |
| Saints de La Nouvelle-Orléans | 7   |
| Cardinals de l'Arizona        | 5   |
| 49ers de San Francisco        | 5   |
| Panthers de la Caroline       | 4   |
| Packers de Green Bay          | 4   |
| Giants de New York            | 4   |
| Bears de Chicago              | 2   |
| Redskins de Washington        | 2   |
| Falcons d'Atlanta             | 1   |
| Rams de Saint-Louis           | 1   |
| Lions de Détroit              | 0   |
| Seahawks de Seattle           | 0   |
| Buccaneers de Tampa Bay       | 0   |